# 2016-os Formula–1 maláj nagydíj
A maláj nagydíj volt a 2016-os Formula–1 világbajnokság tizenhatodik futama, amelyet 2016. szeptember 30. és október 2. között rendeztek meg a malajziai Sepang International Circuiten, Kuala Lumpurban.

## Szabadedzések

### Első szabadedzés
A maláj nagydíj első szabadedzését szeptember 30-án, pénteken délelőtt tartották.
| helyezés | versenyző         | csapat/motor         | elért idő  | különbség | futott kör |
| -------- | ----------------- | -------------------- | ---------- | --------- | ---------- |
| 1        | Nico Rosberg      | Mercedes             | 1:35,227   | −         | 25         |
| 2        | Lewis Hamilton    | Mercedes             | 1:35,721   | +0,494    | 25         |
| 3        | Kimi Räikkönen    | Ferrari              | 1:36,315   | +1,088    | 16         |
| 4        | Sebastian Vettel  | Ferrari              | 1:36,331   | +1,104    | 18         |
| 5        | Fernando Alonso   | McLaren-Honda        | 1:36,510   | +1,283    | 18         |
| 6        | Daniel Ricciardo  | Red Bull-TAG Heuer   | 1:36,753   | +1,526    | 27         |
| 7        | Max Verstappen    | Red Bull-TAG Heuer   | 1:36,973   | +1,746    | 26         |
| 8        | Nico Hülkenberg   | Force India-Mercedes | 1:37,513   | +2,286    | 26         |
| 9        | Sergio Pérez      | Force India-Mercedes | 1:37,601   | +2,374    | 27         |
| 10       | Jenson Button     | McLaren-Honda        | 1:37,613   | +2,386    | 20         |
| 11       | Danyiil Kvjat     | Toro Rosso-Ferrari   | 1:37,847   | +2,620    | 29         |
| 12       | Valtteri Bottas   | Williams-Mercedes    | 1:37,861   | +2,634    | 17         |
| 13       | Romain Grosjean   | Haas-Ferrari         | 1:37,886   | +2,659    | 22         |
| 14       | Esteban Gutiérrez | Haas-Ferrari         | 1:37,921   | +2,694    | 20         |
| 15       | Carlos Sainz Jr.  | Toro Rosso-Ferrari   | 1:38,055   | +2,828    | 25         |
| 16       | Felipe Nasr       | Sauber-Ferrari       | 1:38,184   | +2,957    | 18         |
| 17       | Marcus Ericsson   | Sauber-Ferrari       | 1:38,313   | +3,086    | 20         |
| 18       | Felipe Massa      | Williams-Mercedes    | 1:38,339   | +3,112    | 24         |
| 19       | Jolyon Palmer     | Renault              | 1:39,148   | +3,921    | 23         |
| 20       | Esteban Ocon      | Manor-Mercedes       | 1:40,036   | +4,809    | 28         |
| 21       | Pascal Wehrlein   | Manor-Mercedes       | 1:40,627   | +5,400    | 26         |
| 22       | Kevin Magnussen   | Renault              | idő nélkül | –         | 2          |

### Második szabadedzés
A maláj nagydíj második szabadedzését szeptember 30-án, pénteken délután tartották.
| helyezés | versenyző         | csapat/motor         | elért idő | különbség | futott kör |
| -------- | ----------------- | -------------------- | --------- | --------- | ---------- |
| 1        | Lewis Hamilton    | Mercedes             | 1:34,944  | −         | 35         |
| 2        | Nico Rosberg      | Mercedes             | 1:35,177  | +0,233    | 36         |
| 3        | Sebastian Vettel  | Ferrari              | 1:35,605  | +0,661    | 37         |
| 4        | Kimi Räikkönen    | Ferrari              | 1:35,842  | +0,898    | 31         |
| 5        | Max Verstappen    | Red Bull-TAG Heuer   | 1:36,037  | +1,093    | 29         |
| 6        | Sergio Pérez      | Force India-Mercedes | 1:36,284  | +1,340    | 33         |
| 7        | Fernando Alonso   | McLaren-Honda        | 1:36,296  | +1,352    | 27         |
| 8        | Daniel Ricciardo  | Red Bull-TAG Heuer   | 1:36,337  | +1,393    | 30         |
| 9        | Nico Hülkenberg   | Force India-Mercedes | 1:36,390  | +1,446    | 37         |
| 10       | Jenson Button     | McLaren-Honda        | 1:36,715  | +1,771    | 22         |
| 11       | Carlos Sainz Jr.  | Toro Rosso-Ferrari   | 1:36,836  | +1,892    | 30         |
| 12       | Jolyon Palmer     | Renault              | 1:36,940  | +1,996    | 36         |
| 13       | Valtteri Bottas   | Williams-Mercedes    | 1:37,016  | +2,072    | 37         |
| 14       | Esteban Gutiérrez | Haas-Ferrari         | 1:37,048  | +2,104    | 28         |
| 15       | Felipe Massa      | Williams-Mercedes    | 1:37,110  | +2,166    | 19         |
| 16       | Danyiil Kvjat     | Toro Rosso-Ferrari   | 1:37,297  | +2,353    | 29         |
| 17       | Marcus Ericsson   | Sauber-Ferrari       | 1:37,449  | +2,505    | 28         |
| 18       | Felipe Nasr       | Sauber-Ferrari       | 1:37,547  | +2,603    | 26         |
| 19       | Kevin Magnussen   | Renault              | 1:37,664  | +2,720    | 19         |
| 20       | Romain Grosjean   | Haas-Ferrari         | 1:37,789  | +2,845    | 25         |
| 21       | Pascal Wehrlein   | Manor-Mercedes       | 1:37,878  | +2,934    | 34         |
| 22       | Esteban Ocon      | Manor-Mercedes       | 1:37,990  | +3,046    | 36         |

### Harmadik szabadedzés
A maláj nagydíj harmadik szabadedzését október 1-jén, szombaton délelőtt tartották.
| helyezés | versenyző         | csapat/motor         | elért idő | különbség | futott kör |
| -------- | ----------------- | -------------------- | --------- | --------- | ---------- |
| 1        | Lewis Hamilton    | Mercedes             | 1:34,434  | −         | 16         |
| 2        | Max Verstappen    | Red Bull-TAG Heuer   | 1:34,879  | +0,445    | 14         |
| 3        | Nico Rosberg      | Mercedes             | 1:35,053  | +0,619    | 16         |
| 4        | Kimi Räikkönen    | Ferrari              | 1:35,150  | +0,716    | 15         |
| 5        | Sebastian Vettel  | Ferrari              | 1:35,170  | +0,736    | 14         |
| 6        | Daniel Ricciardo  | Red Bull-TAG Heuer   | 1:35,461  | +1,027    | 22         |
| 7        | Nico Hülkenberg   | Force India-Mercedes | 1:35,776  | +1,342    | 16         |
| 8        | Valtteri Bottas   | Williams-Mercedes    | 1:35,902  | +1,468    | 17         |
| 9        | Carlos Sainz Jr.  | Toro Rosso-Ferrari   | 1:36,222  | +1,788    | 18         |
| 10       | Felipe Massa      | Williams-Mercedes    | 1:36,227  | +1,793    | 20         |
| 11       | Sergio Pérez      | Force India-Mercedes | 1:36,259  | +1,825    | 15         |
| 12       | Jenson Button     | McLaren-Honda        | 1:36,363  | +1,929    | 11         |
| 13       | Esteban Gutiérrez | Haas-Ferrari         | 1:36,553  | +2,119    | 14         |
| 14       | Jolyon Palmer     | Renault              | 1:36,604  | +2,170    | 20         |
| 15       | Romain Grosjean   | Haas-Ferrari         | 1:36,687  | +2,253    | 15         |
| 16       | Kevin Magnussen   | Renault              | 1:36,741  | +2,307    | 19         |
| 17       | Danyiil Kvjat     | Toro Rosso-Ferrari   | 1:36,752  | +2,318    | 20         |
| 18       | Marcus Ericsson   | Sauber-Ferrari       | 1:36,765  | +2,331    | 19         |
| 19       | Felipe Nasr       | Sauber-Ferrari       | 1:37,106  | +2,672    | 18         |
| 20       | Esteban Ocon      | Manor-Mercedes       | 1:37,961  | +3,527    | 17         |
| 21       | Pascal Wehrlein   | Manor-Mercedes       | 1:38,089  | +3,655    | 13         |
| 22       | Fernando Alonso   | McLaren-Honda        | 1:41,199  | +6,765    | 15         |

## Időmérő edzés
A maláj nagydíj időmérő edzését október 1-jén, szombaton futották.
| helyezés              | rajtszám | versenyző         | csapat/motor         | 1. rész  | 2. rész  | 3. rész  | rajthely | futott kör |
| --------------------- | -------- | ----------------- | -------------------- | -------- | -------- | -------- | -------- | ---------- |
| 1                     | 44       | Lewis Hamilton    | Mercedes             | 1:34,444 | 1:33,046 | 1:32,850 | 1        | 11         |
| 2                     | 6        | Nico Rosberg      | Mercedes             | 1:34,460 | 1:33,609 | 1:33,264 | 2        | 12         |
| 3                     | 33       | Max Verstappen    | Red Bull-TAG Heuer   | 1:35,443 | 1:33,775 | 1:33,420 | 3        | 15         |
| 4                     | 3        | Daniel Ricciardo  | Red Bull-TAG Heuer   | 1:35,079 | 1:33,888 | 1:33,467 | 4        | 12         |
| 5                     | 5        | Sebastian Vettel  | Ferrari              | 1:34,557 | 1:33,972 | 1:33,584 | 5        | 17         |
| 6                     | 7        | Kimi Räikkönen    | Ferrari              | 1:34,556 | 1:33,903 | 1:33,632 | 6        | 16         |
| 7                     | 11       | Sergio Pérez      | Force India-Mercedes | 1:35,068 | 1:34,538 | 1:34,319 | 7        | 17         |
| 8                     | 27       | Nico Hülkenberg   | Force India-Mercedes | 1:34,827 | 1:34,441 | 1:34,489 | 8        | 15         |
| 9                     | 22       | Jenson Button     | McLaren-Honda        | 1:35,267 | 1:34,431 | 1:34,518 | 9        | 17         |
| 10                    | 19       | Felipe Massa      | Williams-Mercedes    | 1:35,267 | 1:34,422 | 1:34,671 | 10       | 13         |
| 11                    | 77       | Valtteri Bottas   | Williams-Mercedes    | 1:35,166 | 1:34,577 |          | 11       | 9          |
| 12                    | 8        | Romain Grosjean   | Haas-Ferrari         | 1:35,400 | 1:35,001 |          | 12       | 14         |
| 13                    | 21       | Esteban Gutiérrez | Haas-Ferrari         | 1:35,658 | 1:35,097 |          | 13       | 14         |
| 14                    | 20       | Kevin Magnussen   | Renault              | 1:35,593 | 1:35,277 |          | 14       | 13         |
| 15                    | 26       | Danyiil Kvjat     | Toro Rosso-Ferrari   | 1:35,695 | 1:35,369 |          | 15       | 12         |
| 16                    | 55       | Carlos Sainz Jr.  | Toro Rosso-Ferrari   | 1:35,605 | 1:35,374 |          | 16       | 12         |
| 17                    | 9        | Marcus Ericsson   | Sauber-Ferrari       | 1:35,816 |          |          | 17       | 8          |
| 18                    | 12       | Felipe Nasr       | Sauber-Ferrari       | 1:35,949 |          |          | 18       | 8          |
| 19                    | 30       | Jolyon Palmer     | Renault              | 1:35,999 |          |          | 19       | 8          |
| 20                    | 31       | Esteban Ocon      | Manor-Mercedes       | 1:36,451 |          |          | 20       | 9          |
| 21                    | 94       | Pascal Wehrlein   | Manor-Mercedes       | 1:36,587 |          |          | 21       | 9          |
| 22                    | 14       | Fernando Alonso   | McLaren-Honda        | 1:37,155 |          |          | 22[1]    | 5          |
| 107%-os idő: 1:41,055 |          |                   |                      |          |          |          |          |            |

Megjegyzés:
- ↑ 1:  — Fernando Alonso autójába új erőforrást, valamint új turbófeltöltőt és MGU-H-t szereltek be, ezért összesen 45 (30+15) rajthelyes büntetést kapott.[2]

## Futam
A maláj nagydíj futama október 2-án, vasárnap rajtolt.
| helyezés | rajtszám | versenyző         | csapat/motor         | futott kör | idő/kiesés oka   | rajthely | pont |
| -------- | -------- | ----------------- | -------------------- | ---------- | ---------------- | -------- | ---- |
| 1        | 3        | Daniel Ricciardo  | Red Bull-TAG Heuer   | 56         | 1:37:12,776      | 4        | 25   |
| 2        | 33       | Max Verstappen    | Red Bull-TAG Heuer   | 56         | +2,443           | 3        | 18   |
| 3        | 6        | Nico Rosberg      | Mercedes             | 56         | +25,516          | 2        | 15   |
| 4        | 7        | Kimi Räikkönen    | Ferrari              | 56         | +28,785          | 6        | 12   |
| 5        | 77       | Valtteri Bottas   | Williams-Mercedes    | 56         | +1:01,582        | 11       | 10   |
| 6        | 11       | Sergio Pérez      | Force India-Mercedes | 56         | +1:03,794        | 7        | 8    |
| 7        | 14       | Fernando Alonso   | McLaren-Honda        | 56         | +1:05,205        | 22       | 6    |
| 8        | 27       | Nico Hülkenberg   | Force India-Mercedes | 56         | +1:14,062        | 8        | 4    |
| 9        | 22       | Jenson Button     | McLaren-Honda        | 56         | +1:21,816        | 9        | 2    |
| 10       | 30       | Jolyon Palmer     | Renault              | 56         | +1:35,466        | 19       | 1    |
| 11       | 55       | Carlos Sainz Jr.  | Toro Rosso-Ferrari   | 56         | +1:38,878        | 16       |      |
| 12       | 9        | Marcus Ericsson   | Sauber-Ferrari       | 55         | +1 kör           | 17       |      |
| 13       | 19       | Felipe Massa      | Williams-Mercedes    | 55         | +1 kör           | 10       |      |
| 14       | 26       | Danyiil Kvjat     | Toro Rosso-Ferrari   | 55         | +1 kör           | 15       |      |
| 15       | 94       | Pascal Wehrlein   | Manor-Mercedes       | 55         | +1 kör           | 21       |      |
| 16       | 31       | Esteban Ocon      | Manor-Mercedes       | 55         | +1 kör           | 20       |      |
| ki       | 12       | Felipe Nasr       | Sauber-Ferrari       | 46         | fékek            | 18       |      |
| ki       | 44       | Lewis Hamilton    | Mercedes             | 40         | erőforrás        | 1        |      |
| ki       | 21       | Esteban Gutiérrez | Haas-Ferrari         | 39         | kerék            | 13       |      |
| ki       | 20       | Kevin Magnussen   | Renault              | 17         | erőforrás        | 14       |      |
| ki       | 8        | Romain Grosjean   | Haas-Ferrari         | 7          | kicsúszás        | 12       |      |
| ki       | 5        | Sebastian Vettel  | Ferrari              | 0          | baleseti sérülés | 5        |      |

## A világbajnokság állása a verseny után
| H   | Versenyzők       | Pont | H   | Konstruktőrök        | Pont |
| --- | ---------------- | ---- | --- | -------------------- | ---- |
| 1.  | Nico Rosberg     | 288  | 1.  | Mercedes             | 553  |
| 2.  | Lewis Hamilton   | 265  | 2.  | Red Bull-TAG Heuer   | 359  |
| 3.  | Daniel Ricciardo | 204  | 3.  | Ferrari              | 313  |
| 4.  | Kimi Räikkönen   | 160  | 4.  | Force India-Mercedes | 124  |
| 5.  | Sebastian Vettel | 153  | 5.  | Williams-Mercedes    | 121  |
| 6.  | Max Verstappen   | 147  | 6.  | McLaren-Honda        | 62   |
| 7.  | Valtteri Bottas  | 80   | 7.  | Toro Rosso-Ferrari   | 47   |
| 8.  | Sergio Pérez     | 74   | 8.  | Haas-Ferrari         | 28   |
| 9.  | Nico Hülkenberg  | 50   | 9.  | Renault              | 8    |
| 10. | Fernando Alonso  | 42   | 10. | Manor-Mercedes       | 1    |

(A teljes táblázat)

## Statisztikák
- Vezető helyen:
  - Lewis Hamilton: 33 kör (1-20) és (28-40)
  - Daniel Ricciardo: 17 kör (21) és (41-56)
  - Max Verstappen: 7 kör (22-27)
- Lewis Hamilton 57. pole-pozíciója.
- Daniel Ricciardo 4. futamgyőzelme.
- Nico Rosberg 20. versenyben futott leggyorsabb köre.
- A Red Bull 52. győzelme.
- Daniel Ricciardo 16., Max Verstappen 5., Nico Rosberg 52. dobogós helyezése.
- Jenson Button 300. nagydíja.[3]
- Lewis Hamilton 100. első rajtsoros nagydíja.